# Cambon d'Albi
Cambon (en francès Cambon) és un municipi francès situat al departament del Tarn i a la regió d'Occitània.

## Demografia
| 1962                                       | 1968 | 1975 | 1982 | 1990  | 1999  | 2006  |
| ------------------------------------------ | ---- | ---- | ---- | ----- | ----- | ----- |
| 317                                        | 361  | 530  | 818  | 1.183 | 1.383 | 1.734 |
| Des de 1962: població sense dobles comptes |      |      |      |       |       |       |

## Administració
| Període   | Identitat          | Partit |
| --------- | ------------------ | ------ |
| 2001-2008 | Jean-Louis Mathieu |        |
| 2008-     | Sarah Laurens      |        |